# 2016년 5월 죽음
다음은 2016년 5월에 사망한 저명한 인물 목록이다.
- 5월 5일 - 대한민국의 만화가 오세영
- 5월 7일 - 대한민국의 기업인 구태회
- 5월 8일 - 대한민국의 언론인이자 기업인 방우영
- 5월 10일 - 대한민국의 군인이자 정치인 강영훈
- 5월 15일 - 대한민국의 레이싱모델 주다하
- 5월 17일 - 대한민국의 정치인 김재순
- 5월 19일 - 대한민국의 독립운동가이자 군인 겸 정치가 김신
- 5월 20일 - 조선민주주의인민공화국의 외교관이자 정치가 강석주
- 5월 30일 - 대한민국의 천주교 인천교구 교구장인 최기산